# Жар (Сямженский район)
Жар — деревня в Сямженском районе Вологодской области.
Входит в состав Житьёвского сельского поселения, с точки зрения административно-территориального деления — в Житьёвский сельсовет.

## География
Деревня расположена в центральной части Вологодской области, в таёжной зоне, в пределах северной части Русской равнины, на левом берегу реки Сямжена. Ближайшие населённые пункты — Горушка, Вакраково, Подгорная.
Расстояние по автодороге до районного центра Сямжи — 14,5 км, до центра муниципального образования Житьёва — 6,5 км.
Часовой пояс
Жар, как и вся Вологодская область, находится в часовой зоне МСК (московское время). Смещение применяемого времени относительно UTC составляет +3:00.

## Население
| 2010 |
| ---- |
| 6    |

По переписи 2002 года население — 17 человек.

## История
Указана в «Списке населённых мест по сведениям 1859 года» в составе Кадниковского уезда(2-го стана) Вологодской губернии под номером «4303» как «Жаръ». Насчитывала 15 дворов, 53 жителей мужского пола и 61 женского.